# Rävasjön, Västergötland
Rävasjön är en sjö i Ale kommun i Västergötland och ingår i Göta älvs huvudavrinningsområde. Större delen av sjön ligger i naturreservatet Risvedens vildmark och avvattnas av Råttån som via Forsån som rinner ut i Grönån sydväst om Skepplanda.